# BMW Flugdienst
Der BMW Flugdienst (auch BMW Flight Service) ist der unternehmenseigene Flugbetrieb des deutschen Automobilkonzerns BMW mit Sitz in München und Basis auf dem Flughafen München.

## Dienstleistungen

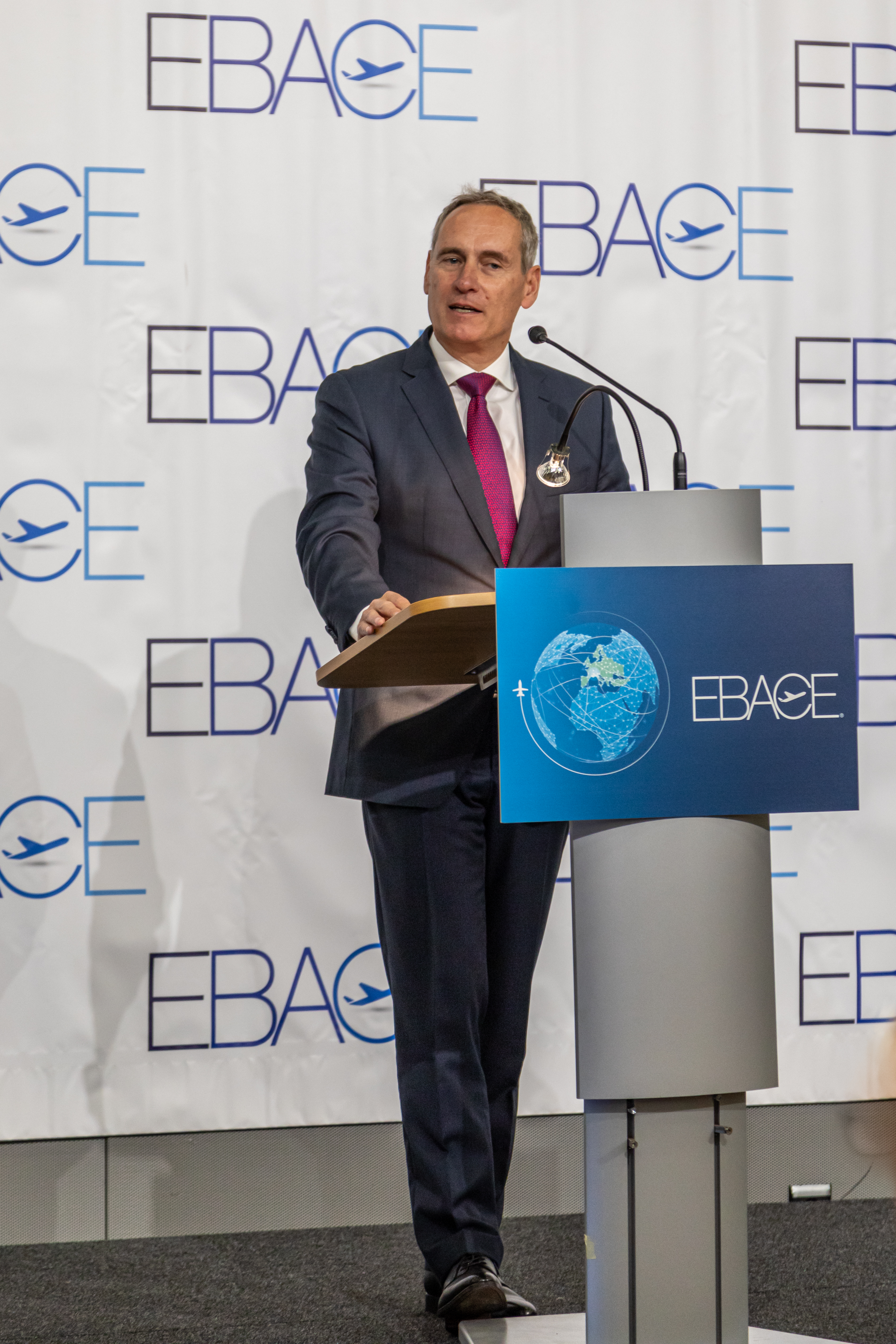
Geschäftsführer Jürgen Wiese

BMW Flugdienst operiert weltweit und bedient ausschließlich Werksflugverkehr nach Part NCC. Die einzige andere deutsche unternehmenseigene Fluggesellschaft der Branche ist die Volkswagen Airservice.

## Flotte
Mit Stand April 2025 besteht die Flotte der BMW Flugdienst aus drei Flugzeugen mit einem Durchschnittsalter von 3,6 Jahren:
| Flugzeugtyp     | Anzahl | bestellt | Anmerkungen | Durchschnittsalter |
| --------------- | ------ | -------- | ----------- | ------------------ |
| Gulfstream G500 | 1      |          |             | 4,6 Jahre          |
| Gulfstream G600 | 2      |          |             | 3,1 Jahre          |
| Gesamt          | 3      | -        |             | 3,6 Jahre          |